# Louis II (prince de Monaco)
Pour les articles homonymes, voir Louis II.
Louis II, né le 12 juillet 1870 à Baden-Baden (grand-duché de Bade) et mort le 9 mai 1949 à Monaco, est le fils du prince régnant Albert Ier et de la princesse Marie, née Mary Victoria Douglas-Hamilton. Du fait de la séparation du couple princier, Albert Ier ne fait la connaissance de son fils que dix ans après sa naissance, en 1880, au moment de leur divorce et peu avant le remariage de Lady Mary avec le comte hongrois Tasziló Festetics de Tolna (en) (1850-1933).
Le 25 juillet 1946, Louis II de Monaco épouse une comédienne française, Ghislaine Dommanget, née le 13 octobre 1900 à Reims et morte le 30 avril 1991 à Neuilly-sur-Seine.

## Le règne du Prince soldat
Il entre à l’école de Saint-Cyr, promotion « du Soudan » de 1891 à 1893 en qualité d’officier à titre étranger. Il effectue son stage d’application à Saumur, d’octobre 1894 à août 1895. Sous-lieutenant, il est affecté pour administration au 1er régiment de la Légion étrangère et détaché au 2e régiment de chasseurs d'Afrique (RCA) en garnison à Tlemcen, puis à Mecheria et enfin à Aïn Sefra. Il passe au 3e RCA à Constantine. C’est là que naît en 1898 une fille illégitime : Charlotte de Monaco. Il quitte l’armée en 1899 avec le grade de lieutenant, la médaille coloniale et la croix de chevalier de la Légion d’honneur à titre militaire et revient à Monaco.
En 1914, le prince héréditaire souscrit un contrat d’engagé volontaire pour la durée de la guerre dans l’armée française. Capitaine à l’état-major de la 5e armée sous les ordres du général Franchet d'Espèrey, il assiste à la victoire de la Marne. Chef d’escadron le 28 octobre 1916, il se distingue à Craonne et au Chemin des Dames. Il est deux fois cité à l’ordre de l’armée et une fois à l’ordre de la 65e brigade. Il reçoit également la croix de guerre italienne. Il est promu lieutenant-colonel le 23 septembre 1919 et sert au service de renseignement du gouverneur militaire de Metz.
En 1920, il se voit confier plusieurs missions en Europe centrale, et gagne la croix de guerre des TOE. Au cours d’une réception à la préfecture des Alpes-Maritimes, le 5 avril, le président de la République Paul Deschanel, l’élève à la dignité de grand officier de la Légion d’honneur. Il fait ensuite partie de la Commission interalliée qui siège en Haute Silésie. Promu colonel le 3 décembre 1921, il est ensuite admis en 2e section des officiers généraux. Le 27 juin 1922, il quitte l’armée française pour prendre la succession de son père le prince Albert 1er.

## Le règne
Louis II, surnommé le Prince-Soldat, monte sur le trône de la principauté de Monaco le 26 juin 1922. L'arrivée des troupes italiennes en juin 1940 inquiète le prince Louis II de Monaco à titre personnel. Il craint une annexion et une destitution. Il se rapproche du gouvernement de Vichy. C'est à Pierre Laval et au maréchal Pétain — dont il a embauché l'ancien aide de camp — qu'il demande, avec succès, assistance. Le prince fait passer de son propre chef, sans contrainte ni de l'Allemagne nazie ni du régime pétainiste, des lois antisémites visant au recensement des juifs et à l'organisation de rafles.

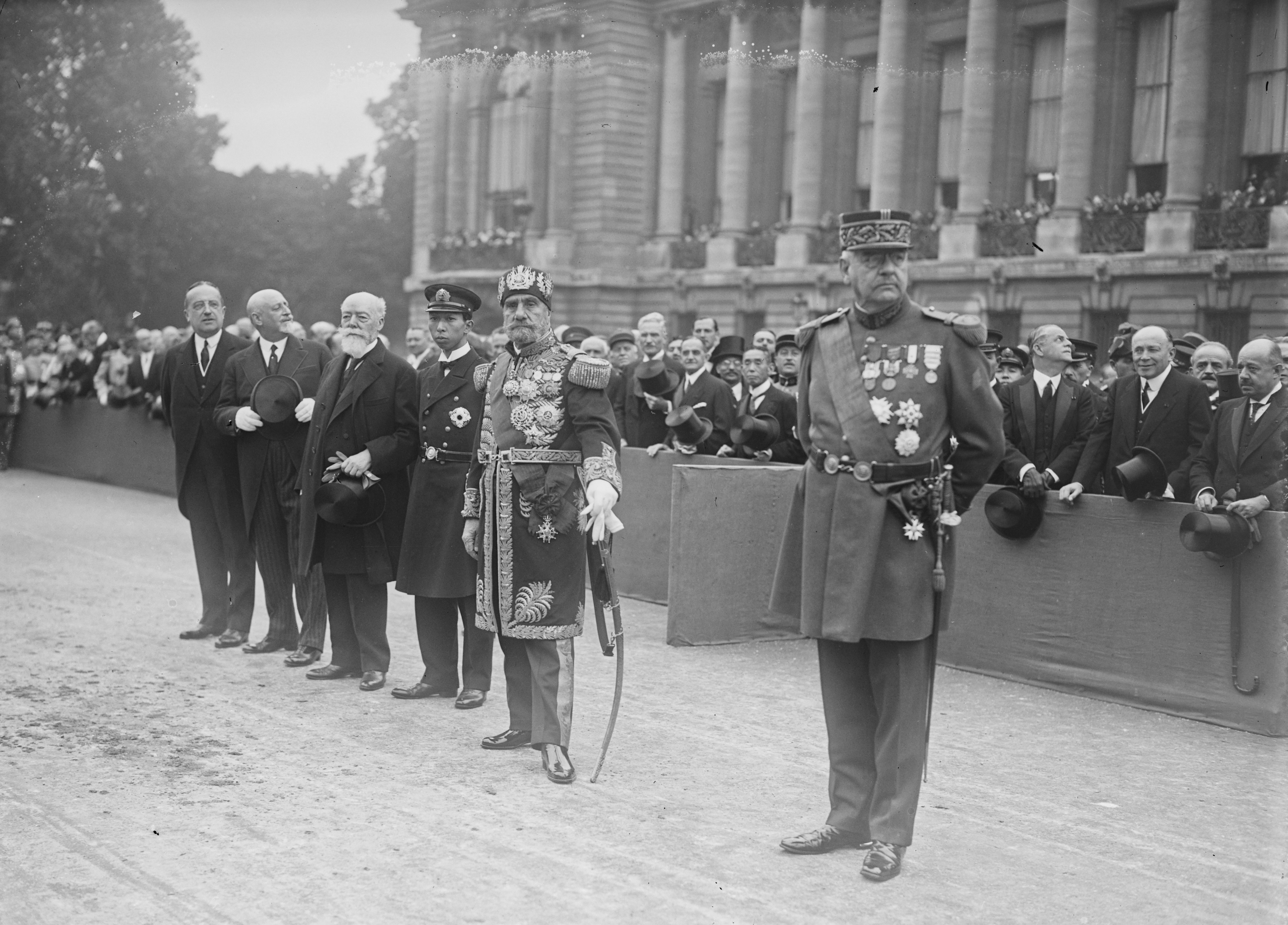
Louis II, portant son uniforme de général de l'Armée française, devant Ahmed II Bey, le prince Nobuhito Takamatsu et Paul Doumer, à Paris le 14 juillet 1930.

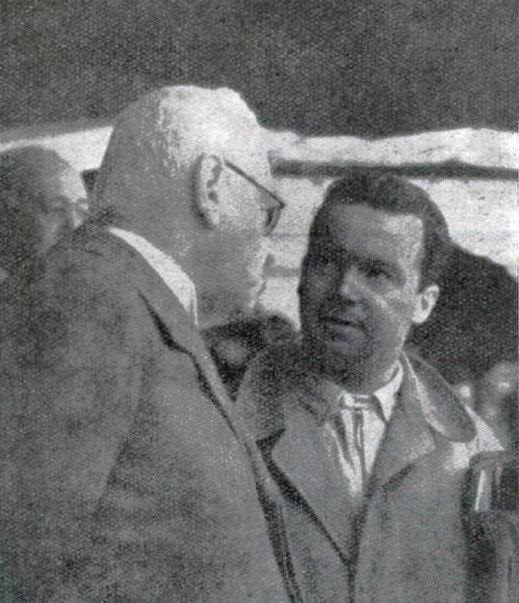
Rudolf Caracciola et Louis II, discutant à la fin du Grand Prix de Monaco 1936.

Vis-à-vis de l'Allemagne, la principauté de Monaco exercera envers le Troisième Reich ce qui sera nommé plus tard une étrange neutralité. Des liens financiers avec les nazis existaient depuis 1936, quand le ministre des Finances allemand Hjalmar Schacht avait rendu visite au prince pour mettre en place un montage financier à partir de banques allemandes. L'intérêt à avoir des liens financiers était mutuel : la prospérité et l'indépendance de la principauté en profitaient. Le Reich diversifiait ses interfaces de financement. Par la Suisse et par Monaco, l’Allemagne nazie a réussi à contourner les embargos imposés par les Alliés. Le 25 juin 1943, Louis II offre un banquet au consul d'Allemagne ; il nomme le docteur Bernhard Bodenstein, un membre du parti nazi, consul de Monaco à Berlin. Les nazis arrivent à Monaco en septembre 1943. Des Allemands prennent des participations dans la Société des bains de mer (SBM). Le comportement du prince Louis II pendant la Seconde Guerre mondiale fut parfois considéré comme germanophile. En intégrant l'armée française en septembre 1944, son petit-fils le futur prince souverain Rainier III évite à la famille Grimaldi une accusation de collaboration avec les nazis.
Louis II enrichit la collection philatélique d'Albert Ier, collection qui est constituée en un musée postal par Rainier III en 1950.

## Sa descendance
Alors lieutenant au 3e régiment de Chasseurs d'Afrique, il rencontre, en 1898, dans une ville de garnison algérienne, Marie-Juliette Louvet, fille de modestes paysans de Seine-Inférieure, qui exerce le métier de « modèle pour photo d'art » ; une fille naturelle, Charlotte Louise Juliette Grimaldi de Monaco nait le 30 septembre 1898 à Constantine de cette relation.
Louis de Monaco n'ayant pas d'enfant légitime, la France s'inquiète que le titre de prince régnant puisse un jour échoir à un cousin allemand, un prince de Wurtemberg, descendant de la princesse Florestine de Monaco duchesse d'Urach.
En 1919, Raymond Poincaré, ancien avocat de la famille princière et président de la République française, convainc le prince héréditaire d'officialiser la filiation de Charlotte car des accords passés entre la principauté et la France prévoient qu'en cas de transmission du trône à des Allemands, Monaco perdra sa souveraineté au profit de la France.
Charlotte est adoptée par son grand-père Albert Ier, devient princesse de Monaco, titrée Mademoiselle de Valentinois ; son portrait par Laszlo de Lombos (1928) est conservé au palais princier de Monaco.

## La question dynastique
Aynard Guigues de Moreton de Chabrillan revendique le trône princier de Monaco en 1925 à la suite de l'adoption officielle de Charlotte Grimaldi (devenue princesse Charlotte de Monaco) puis en 1949 au décès du prince souverain Louis II de Monaco.
C'est la renonciation de Mindaugas II de Lituanie (si tant est qu'elle fût valable pour ses propres descendants) qui auraient fait de lui l'héritier de la principauté par sa mère la princesse Florestine de Monaco (1833-1897), elle-même fille du prince souverain Florestan Ier de Monaco (1785-1856). Il faisait valoir qu'une adoption (même doublée d'une filiation naturelle) ne pouvait produire aucun effet en droit successoral dynastique.
Cependant, le prince Albert Ier, sur le conseil du parlement monégasque et avec l'accord des autorités françaises (dans le cadre du protectorat) était libre de modifier officiellement et valablement les règles de succession au trône monégasque (y inscrivant le droit de succession par adoption), comme son arrière-petit-fils Rainier III le fera par la suite lui aussi.

## Mariage
Louis II tombe amoureux d'une actrice qui joue L'Aiglon au théâtre de Monaco, Ghislaine Dommanget, de trente ans sa cadette. Victor Jeannequin, consul de France à Monaco, note le 12 mai 1942 :[réf. nécessaire]

« Le prince seul est amoureux. La vieille maîtresse de Louis a éteint son feu. Voici donc plusieurs années que le prince Louis cherche ailleurs de la chair fraîche que réclame son appétit sénile, l'âge et le whisky aidant. » Il s'inquiète aussi de l'aspect financier, pour le prince, qui « jusqu'à présent, s'en tirait par de petites spéculations financières plus ou moins propres mais suffisantes pour parer à un train de vie plutôt moyen. Qu'adviendra-t-il quand les jolies dents de Ghislaine, auront, plus largement encore, mordu sur la cassette personnelle [...] ? »

Il l'épouse en 1946. Après la mort du prince qui survient trois ans plus tard, Ghislaine Dommanget, naturalisée monégasque, perd son procès contre les Grimaldi qui l'accusent de dilapider la fortune du prince.[réf. nécessaire] Elle ne lui a pas donné d’enfants, et meurt en 1991 à Paris.

## Titulature et décorations

### Titulature
- 12 juillet 1870 - 10 septembre 1889 : Son Altesse sérénissime le prince Louis de Monaco (naissance) ;
- 10 septembre 1889 - 26 juin 1922 : Son Altesse sérénissime le prince héréditaire de Monaco ;
- 26 juin 1922 - 9 mai 1949 : Son Altesse sérénissime le prince souverain de Monaco.

### Décorations monégasques
- Grand maître de l'ordre de Saint-Charles
- Grand maître de l'ordre de Grimaldi
- Grand maître de l'ordre de la Couronne
- Grand maître de l'ordre du Mérite culturel de Monaco

### Décorations étrangères
- Grand croix d'honneur et de dévotion du souverain de l'ordre militaire de Malte avec croix de profession « ad honorem »,
- Grand-croix de la Légion d'honneur (France)
  - Grand-officier en 1920
  - Chevalier en 1899
- Ordre de la Francisque (France)
- Membre des ordres militaires pontificaux de l’Éperon d’or, et des Séraphins
- Grand cordon de l’ordre du Mérite de la République italienne,
- Grand croix de l’ordre du Sauveur de Grèce,
- Grand croix de l’ordre royal de Georges Ier de Grèce,
- Grand cordon de l'ordre de Léopold,
- Grand croix de l’ordre du Lion d'or de la maison de Nassau,
- Grand croix de l’ordre équestre de Saint-Marin,
- Grand croix de l’ordre de Mohamed Ali,
- Grand croix de l’ordre de l'Étoile de Karageorge,
- Grand croix de l’ordre militaire de Saint-Jacques de l’Épée,
- Mérite libanais hors classe,

### Décorations militaires
- Croix de guerre 1914-1918 (deux palmes, une étoile)
- Croix de guerre des Théâtres d'opérations extérieurs
- Médaille coloniale (avec agrafe "Algérie" et "Sahara")
- Croix du combattant volontaire de la guerre de 1939-1945,
- Croix de guerre belge, italienne,
- Médaille d’or de l’American Legion
- Ordre olympique, échelon or
- Collier du Mérite du souverain de l’ordre militaire de Malte,

Lors de son jubilé, le 13 mai 1947, il est promu sergent-chef d’honneur de la Légion étrangère par OR 105, matricule 7.496 bis 12.13 bis affecté à la compagnie de commandement du DCRE. Il est le seul à avoir accédé à ce grade.

## Armoiries
| Blason | Blasonnement : Fuselé d'argent et de gueules. |